# Mind
Mind es una revista británica que publica artículos de filosofía en la tradición analítica. La revista actualmente es publicada por la Oxford University Press en nombre de la Mind Association. Fue fundada por Alexander Bain en 1876, con George Croom Robertson como editor, en la University College de Londres. Tras la muerte de Robertson en 1891, George Stout pasó a ser el editor y comenzó una «Nueva Serie». El editor actual es el profesor Thomas Baldwin, de la Universidad de York en el Reino Unido.
Aunque la revista hoy se centra en filosofía analítica, comenzó como una revista dedicada a la cuestión de si acaso la psicología podía ser una ciencia natural legítima. En el primer número, Robertson escribió:

Ahora, si hubiera una revista que tuviera como objetivo registrar todos los avances en psicología, y diera incentivo a investigadores especiales por su avidez de publicarlos, la incertidumbre que pende sobre la materia difícilmente fallaría en desaparecer. O bien la psicología pasaría con consenso general a acompañar a las ciencias, o lo huecas de sus pretensiones serían reveladas con claridad. A nada menos, de hecho, se apunta con la publicación de Mind que a procurar una decisión sobre esta cuestión del estatus científico de la psicología.

Muchos ensayos importantes se han publicado en Mind. Dos de los más famosos, tal vez, son Sobre la denotación (On Denoting) de Bertrand Russell (1905), y Maquinaria computacional e inteligencia (Computing Machinery and Intelligence) de Alan Turing (1950), donde se propuso por primera vez el test de Turing.

## Editores
- 1876-1891 - George Croom Robertson
- 1891-1920 - George Frederic Stout
- 1921-1947 - George Edward Moore
- 1947-1972 - Gilbert Ryle
- 1972-1984 - David Hamlyn
- 1984-1990 - Simon Blackburn
- 1990-2000 - Mark Sainsbury
- 2000-2005 - Michael Martin

## Artículos notables
- «A Biographical Sketch of an Infant» (1877) - Charles Darwin
- «What is an Emotion?» (1884) - William James
- «What the Tortoise Said to Achilles» (1895) - Lewis Carroll
- «The Refutation of Idealism» (1903) - George Edward Moore
- «On Denoting» (1905) - Bertrand Russell
- «The Unreality of Time» (1908) - J. M. E. McTaggart
- «Does Moral Philosophy Rest on a Mistake?» (1912) - H. A. Prichard
- «The Emotive Meaning of Ethical Terms» (1937) - Charles Leslie Stevenson
- «Studies in the Logic of Confirmation» (1945) - Carl Hempel
- «The Contrary-to-Fact Conditional» (1946) - Roderick M. Chisholm
- «Computing Machinery and Intelligence» (1950) - Alan Turing
- «On Referring» (1950) - Peter Frederick Strawson
- «Deontic Logic» (1951) - Georg Henrik von Wright
- «The Identity of Indiscernibles» (1952) - Max Black
- «Evil and Omnipotence» (1955) - J. L. Mackie
- «Proper Names» (1958) - John Searle
- «On the Sense and Reference of a Proper Name» (1977) - John McDowell
- «Fodor's Guide to Mental Representation» (1985) - Jerry Fodor
- «The Humean Theory of Motivation» (1987) - Michael Smith
- «Can We Solve the Mind-Body Problem?» (1989) - Colin McGinn
- «Conscious Experience» (1993) - Fred Dretske
- «Language and Nature»- (1995) Noam Chomsky